# Longcochon
Longcochon település Franciaországban, Jura megyében. Lakosainak száma 58 fő (2022. január 1.). Longcochon La Latette, Nozeroy, Rix, Mièges és Mignovillard községekkel határos.

## Népesség
A település népességének változása:
| Lakosok száma | 54   | 40   | 49   | 40   | 52   | 58   | 63   | 60   | 58   | 58   |
|               | 1968 | 1982 | 1990 | 2006 | 2013 | 2015 | 2017 | 2019 | 2020 | 2022 |